# Hợp Thanh
Hợp Thanh là một xã thuộc huyện Mỹ Đức, thành phố Hà Nội, Việt Nam.

## Địa lý
Xã có diện tích 11,1 km², dân số năm 1999 là 11.508 người, mật độ dân số đạt 1.037 người/km².
Xã Hợp Thanh nằm cách thị trấn Đại Nghĩa (thị trấn huyện lỵ) 4 km, cách trung tâm thành phố Hà Nội 50 km.
Xã Hợp Thanh là nơi chuyển tiếp giữa đồng bằng và miền núi. Dân cư tập trung chủ yếu ở nửa phía Đông của xã. Khu vực phía Tây xã là núi Hàm Rồng.
Vị trí địa lý xã Hợp Thanh:
- Phía Đông giáp xã: An Tiến và thị trấn Đại Nghĩa
- Phía Tây giáp xã: Thanh Cao (tỉnh Hòa Bình)
- Phía Nam giáp xã: An Phú
- Phía Bắc giáp xã: Hợp Tiến

Xã Hợp Thanh nằm rất gần các tuyến quốc lộ 21B và đường Hồ Chí Minh. Xã này cũng nằm gần các khu du lịch như hồ Quan Sơn và chùa Hương.

## Đền thờ Đinh Tiên Hoàng đế

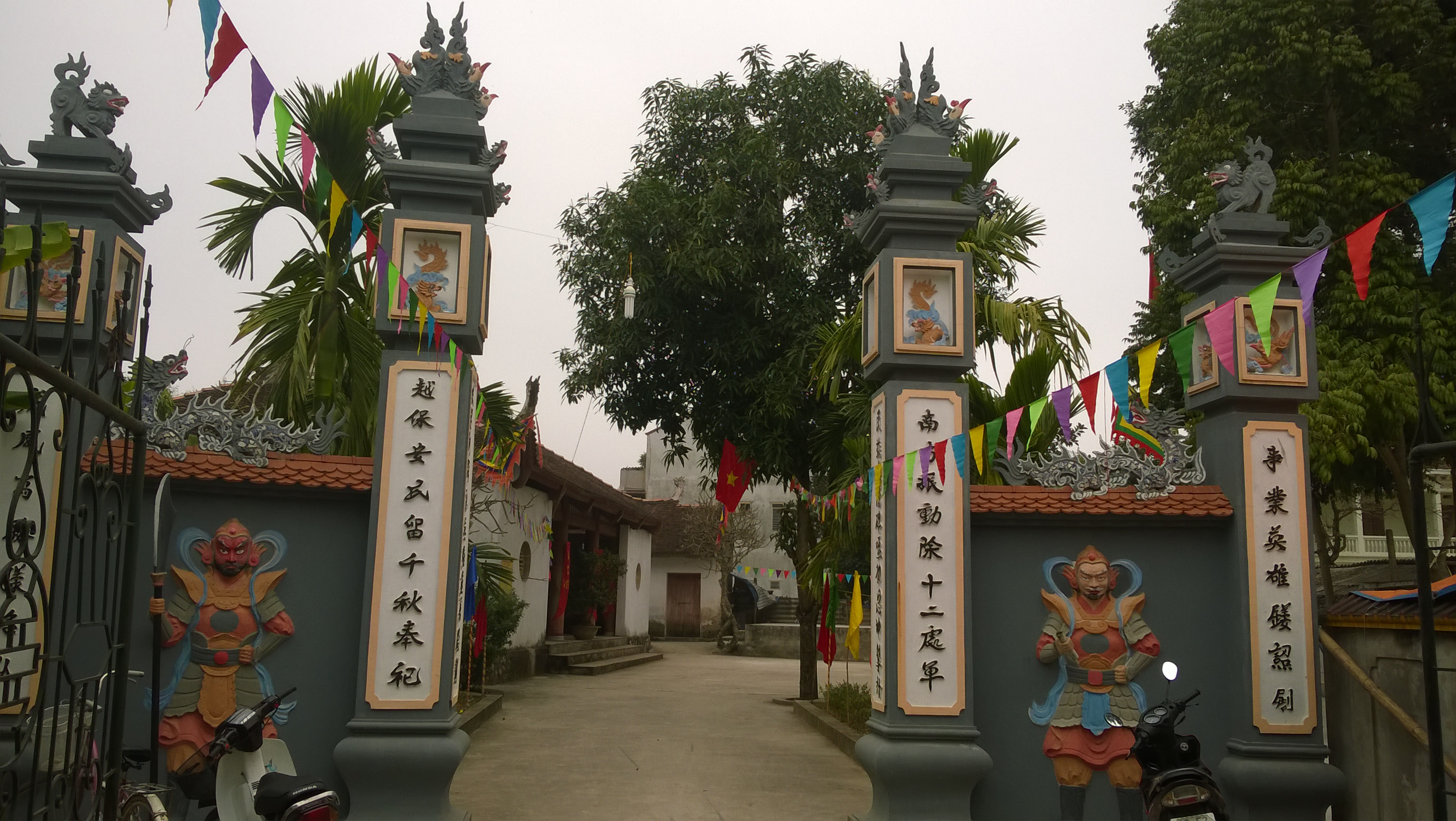
Đền thờ Đinh Tiên Hoàng Đế ở xã Hợp Thanh, Mỹ Đức, Hà Nội

Khu di tích đền thờ Đinh Tiên Hoàng Đế ở xã Hợp Thanh, Mỹ Đức, Hà Nội là nơi Đinh Bộ Lĩnh từng về tuyển quân lính để đánh dẹp loạn 12 sứ quân. Hiện nay trên địa bàn Hợp Thanh có nhiều di tích và truyền thuyết liên quan đến cuộc đời và sự nghiệp của Vua Đinh Tiên Hoàng và những người dân làng từ thế kỷ X đã tham gia vào công cuộc thống nhất đất nước Đại Cồ Việt. Đền thờ Đinh Tiên Hoàng đế là ngôi đền cổ, đã được tu tạo lại từ năm 1995. Hiện nay, đền là điểm đến quan trọng trên địa bàn xã Hợp Thanh và huyện Mỹ Đức.
Lễ hội Đền Đinh Tiên Hoàng đế diễn ra vào các ngày 11-12 tháng 10 âm lịch hàng năm. Có sự tham gia của toàn dân xã Hợp Thanh và khu vực lân cận. Buổi sáng hôm thứ nhất là lễ khởi kiệu và lễ an vị Vua Đinh Tiên Hoàng, chiều là lễ tế của các đoàn tế thôn Vài, thôn Vân, thôn Phú Hiền, thôn Thọ. Buổi tối cùng ngày là chương trình giao lưu văn nghệ tại sân khấu lễ hội. Sáng ngày 12 là chương trình khai mạc lễ hội, gồm có đón tiếp đại biểu và phát biểu của đại diện lãnh đạo địa phương, người Hợp Thanh xa quê hương về dự hội và các phần giao lưu văn hóa thể thao.